# 2010-es magyar labdarúgókupa-döntő
A 2010-es magyar labdarúgókupa-döntő a sorozat 67. döntője volt. A finálét a Debreceni VSC és a Zalaegerszegi TE csapatai játszották. A találkozóra Budapesten, a Puskás Ferenc Stadionban került sor, május 26-án. A DVSC győzelmével története során negyedszerre hódította el a trófeát, és 2010-ben mind a négy hazai kiírásban az első helyen végzett (bajnokság, kupa, ligakupa, szuperkupa).

## Út a döntőig
A sorozat döntőjébe a Debreceni VSC és a Zalaegerszegi TE jutott be. Utóbbi csapat már a 3. fordulóban bekapcsolódott a küzdelmekbe, a későbbi győztes DVSC csak egy körrel később, a 4. fordulóban. A ZTE már a nyolcaddöntőben első osztályú ellenfelet kapott, a Haladást. A DVSC csak egy körrel később került először össze NB I-es ellenféllel, ők az MTK-val mérkőztek az elődöntőbe jutásért, és léptek túl rajtuk. Az utolsó körben a döntő előtt, azaz a legjobb négy között a Debrecen a Honvéddal, a ZTE az Újpesttel találkozott, és jutott a fináléba.
| Debreceni VSC    | Debreceni VSC         | Debreceni VSC    |              | Zalaegerszegi TE     | Zalaegerszegi TE | Zalaegerszegi TE |
| Ellenfél         | Össz.                 | Mérkőzések       | Forduló      | Ellenfél             | Össz.            | Mérkőzések       |
| ---------------- | --------------------- | ---------------- | ------------ | -------------------- | ---------------- | ---------------- |
|                  |                       |                  | 3. forduló   | Hévíz                | 3–0              | 3–0 (i)          |
| Nyírmadai ISE    | 8–2                   | 8–2 (i)          | 4. forduló   | Pécsi MFC            | 1–0 (h.u.)       | 1–0 (h.u.) (i)   |
| Mezőkövesd-Zsóry | 8–4                   | 4–1 (i), 4–3 (o) | Nyolcaddöntő | Szombathelyi Haladás | 3–1              | 2–0 (i), 1–1 (o) |
| MTK Budapest     | 2–2 (11-esekkel: 5–4) | 2–0 (o), 0–2 (i) | Negyeddöntő  | Szigetszentmiklós    | 6–1              | 3–0 (i), 3–1 (o) |
| Budapest Honvéd  | 3–2                   | 1–1 (i), 2–1 (o) | Elődöntő     | Újpest               | 1–0              | 1–0 (i), 0–0 (o) |

## A mérkőzés
| 2010. május 26. 19:00 |

| Debreceni VSC                                                  | 3–2               | Zalaegerszegi TE                               |
| -------------------------------------------------------------- | ----------------- | ---------------------------------------------- |
| Coulibaly 24' 68' Yannick 31' Komlósi 12' Laczkó 32' Rezes 71' | (2–1) Jegyzőkönyv | Pavićević 42' Rudņevs 70' Máté 64' Horváth 71' |

| Puskás Ferenc Stadion, Budapest Nézőszám: 5 000 Játékvezető: Vad II István (magyar) |

| DVSC | ZTE |

| DEBRECENI VSC: |    |                        |         |
|                |    |                        |         |
| K              | 87 | Verpecz István         |         |
| V              | 22 | Bernáth Csaba          |         |
| V              | 16 | Komlósi Ádám           | 12'     |
| V              | 24 | Mirszad Mijadinoszki   |         |
| V              | 86 | Laczkó Zsolt           | 32'     |
| KP             | 55 | Szakály Péter          |         |
| KP             | 27 | Bódi Ádám              | 90+1'   |
| KP             | 25 | Szélesi Zoltán         |         |
| KP             | 77 | Czvitkovics Péter      | 81'     |
| CS             | 39 | Adamo Coulibaly        | 24' 68' |
| CS             | 20 | Mbengono Andoa Yannick | 31' 44' |
| Cserék:        |    |                        |         |
| K              | 1  | Vukašin Poleksić       |         |
| V              | 21 | Fodor Marcell          |         |
| KP             | 7  | Dombi Tibor            |         |
| KP             | 15 | Rezes László           | 44' 71' |
| KP             | 30 | Kiss Zoltán            | 81'     |
| KP             | 33 | Varga József           | 90+1'   |
| CS             | 23 | Szilágyi Péter         |         |
| Edző:          |    |                        |         |
| Herczeg András |    |                        |         |

| ZALAEGERSZEGI TE: |    |                  |     |
|                   |    |                  |     |
| K                 | 1  | Vlaszák Géza     |     |
| V                 | 2  | Kocsárdi Gergely | 77' |
| V                 | 22 | Matej Miljatovič |     |
| V                 | 3  | Milan Bogunović  |     |
| V                 | 16 | Máté Péter       | 64' |
| KP                | 20 | Marián Sluka     | 61' |
| KP                | 21 | Horváth András   | 71' |
| KP                | 19 | Đorđe Kamber     |     |
| KP                | 7  | Illés Gyula      |     |
| CS                | 11 | Artjoms Rudņevs  | 70' |
| CS                | 5  | Darko Pavićević  | 42' |
| Cserék:           |    |                  |     |
| K                 | 23 | Sipos Gábor      |     |
| V                 | 4  | Nenad Todorović  |     |
| V                 | 8  | Leon Panikvar    |     |
| KP                | 13 | Barna Zsolt      |     |
| KP                | 15 | Petneházi Márk   |     |
| CS                | 17 | Balázs Zsolt     | 61' |
| CS                | 25 | Prince Rajcomar  | 77' |
| Edző:             |    |                  |     |
| Csank János       |    |                  |     |

## Lásd még
- 2009–2010-es magyar labdarúgókupa
- 2010-es magyar labdarúgó-ligakupa-döntő

## Külső hivatkozások
- A Magyar Labdarúgó-szövetség hivatalos honlapja (magyarul)
- A mérkőzés adatlapja a magyarfutball.hu-n (magyarul)